# Crema idratante
Una crema idratante è una emulsione cosmetica che idrata la pelle o ne previene la disidratazione riducendo la perdita d'acqua transepidermica, ricostituendo o rinforzando il film idrolipidico. Tutte le emulsioni cosmetiche che comportano un apporto di emollienti sulla superficie cutanea sono di fatto più o meno idratanti.
Il film idrolipidico è costituito da una miscela di lipidi cutanei idrorepellenti, con azione emolliente, e sostanze igroscopiche, raccolte in quello che viene definito "fattore naturale d'idratazione", con azione umettante. Il film idrolipidico si forma naturalmente sull'epidermide per la continua attività delle ghiandole sebacee e sudoripare oltre che per il continua desquamazione superficiale dello strato corneo. Il film idrolipidico può essere rimosso dalle usuali pratiche di lavaggio e detersione della pelle.

## Formulazione
Come il film idrolipidico una crema idratante contiene acqua, emollienti e umettanti. Le componenti lipofile e idrofile coesistono in una emulsione. L'emulsione può avere come fase continua l'acqua con all'interno goccioline oleose, allora viene chiamata emulsione olio in acqua ( in breve O/W), oppure con le componenti idrorepellenti come fase continua e goccioline acquose al suo interno,  allora viene chiamata emulsione acqua in olio (in breve W/O).
L'emulsione W/O è tipicamente più ricca di emollienti, è più stabile microbiologicamente e l'acqua della crema evapora più lentamente.
L'emulsione O/W è tipicamente più leggera, con meno grassi; l'acqua della crema evapora più velocemente dando una sensazione di fresco alla pelle.
Sono possibili anche emulsioni multiple dove goccioline acquose sono in emulsione all'interno di goccioline oleose a loro volta in emulsione in acqua, le cosiddette emulsioni WOW. Il tipo di emulsione (O/W,W/O,WOW o altre emulsioni multiuple) dipende dal processo produttivo e dalle caratteristiche degli emulsionanti e gelificanti utilizzati.
Una volta applicata sulla pelle, l'acqua e le componenti volatili di una crema, in gran parte, evaporano, lasciando una pellicola emolliente sulla pelle. Nelle emulsioni O/W la progressiva evaporazione dell'acqua della fase continua comporta in genere una inversione di fase che trasforma l'emulsione O/W in una emulsione W/O.
Questa fase, tipicamente quando la crema viene spalmata, viene erroneamente percepita come "assorbimento" della crema sulla pelle quando in realtà è solo dovuta all'evaporazione dell'acqua. Per questo le emulsioni O/W sono percepite come a più rapido assorbimento.
Per diversi fattori: costi più bassi, facilità di preparazione, stabilità nel tempo ecc... la maggioranza delle creme idratanti sul mercato sono emulsioni O/W.
La tipica formulazione di una crema idratante prevede:
| Composizione indicativa di una crema idratante a | Composizione indicativa di una crema idratante a | Composizione indicativa di una crema idratante a | Composizione indicativa di una crema idratante a                     |
| | concentrazione b                                 |                                                  | INCI c                                                               |
| --- | ------------------------------------------------ | ------------------------------------------------ | -------------------------------------------------------------------- |
| acqua | 60-80%                                           |                                                  | AQUA                                                                 |
| emollienti | 20-40% d                                         | idrocarburi                                      | PARAFFIN, SQUALENE,                                                  |
| emollienti | 20-40% d                                         | gliceridi                                        | CAPRYLIC/CAPRIC GLYCERIDES, C10-18 TRIGLYCERIDES,                    |
| emollienti | 20-40% d                                         | cere                                             | BEESWAX, OZOKERITE, MICROCRISTALLINE WAX, CERA CARNAUBA              |
| emollienti | 20-40% d                                         | siliconi                                         | DIMETHICONE, CICLOMETHICONE                                          |
| emollienti | 20-40% d                                         | grassi vegetali                                  | VEGETABLE OIL, BUTYROSPERMUM PARKII BUTTER, GLYCINE SOJA OIL         |
| emollienti | 20-40% d                                         | acidi e alcoli grassi                            | CETHYL ALCOHOL, ETHYLEXYLDODECANOL, LINSEED ACID, MYRISTYL MYRISTATE |
| umettanti | 2-10%                                            | polioli                                          | GLYCEROL, PROPYLEN GLYCOL, BUTYLENE GLYCOL, SORBITOL,                |
| umettanti | 2-10%                                            | NMF                                              | LACTIC ACID, UREA, SODIUM PCA, ARGININE                              |
| umettanti | 2-10%                                            | saccaridi                                        | HYALURONIC ACID, THREALOSE, SUCROSE                                  |
| a Una crema idratante deve contenere inoltre un sistema emulsionante, uno conservante oltre che ad un profumo. Per modificarne la reologia ed il profilo sensoriale possono essere inseriti anche gelificanti e fattori di consistenza. b concentrazioni indicative. c alcuni ingredienti rilevabili frequentemente nelle creme idratanti. d la sostantività e conseguente effetto idratante è funzione della concentrazione di emollienti, anche se creme con concentrazioni inferiori di emollienti hanno comunque un effetto idratante in genere se offerte per la specifica funzione idratante hanno concentrazioni di emollienti >20% |                                                  |                                                  |                                                                      |

## Storia
L'origine della crema idratante viene fatta a risalire a Galeno a cui fu attribuita da Avicenna ed altri autori la formulazione di un unguento a base di cera e olio di oliva miscelati con acqua per avere un effetto rinfrescante. Il più antico cosmetico con l'apparenza di una crema conservatosi fino ad ora proviene da un complesso di templi dedicato al dio gallo-romano Marte/Camulo del 150 d.C. circa. È stato rinvenuto nel 2003 durante uno scavo archeologico che accompagnava una costruzione a Southwark, Londra . Il vaso con il cosmetico molto ben conservato, sulla cui superficie sono ancora presenti tracce di ditate, era molto probabilmente stata lasciato come offerta. Le analisi chimiche hanno dimostrato che la formulazione è composta principalmente da grasso animale, probabilmente di bovini o ovini, amido e ossido di stagno sotto forma di cassiterite. La presenza di un pigmento minerale bianco fa presumere che fungesse essenzialmente come fondotinta. Dopo l'applicazione sulla pelle, dona all'incarnato una tonalità finemente chiara, come era di moda per le donne nel mondo romano di allora. Per quanto ben sigillata in un contenitore metallico di ottima fattura, dopo oltre 2000 anni non è possibile determinare l'eventuale concentrazione di acqua nella formulazione originaria.
Alcuni testi descrivono l'utilizzo di formule ispirate a Galeno nell'antica Roma e Grecia, in medio oriente e nel periodo rinascimentale. Le prove che si trattasse effettivamente di emulsioni sono scarse. In molti scritti e ricettari rinascimentali compresi quelli della Trotula o di Caterina Sforza, i tipici cosmetici e rimedi cutanei sono unguenti o acque. Sulle lesioni cutanee veniva applicato un unguento ceroso, da cui l'etimologia del termine cerotto, in alcuni scritti ispirato all'unguentum  o ceratum Galeni.  I primi scritti dove compare chiaramente una ricetta ispirata a Galeno con cera e acqua nello stesso prodotto risalgono al 1500. In The Life and Times of Ambroise Paré (1510-1590) viene riportato un unguentum refrigerans di Galeno basato su oli di giglio d'acqua e rose miscelati ad aceto di rose, teriaca e zafferano. Una ricetta da cui poi sarebbero derivate le formulazioni della cosiddetta " Cold cream" compare nel dispensario di Nicholas Culpeper riportato nella Pharmacopœa Londinensis del 1618.
“Prendi quattro once di cera bianca, olio di rose omphacine una libbra; scioglierlo in un doppio recipiente, quindi spargerlo in un altro, immergendolo gradualmente in acqua fredda, e spesso travasandolo da un recipiente all'altro, mescolando finché non diventa bianco; per ultimo lavarlo in acqua di rose, aggiungendo un po' di acqua di rose e aceto di rose."
Anche se priva di agenti emulsionanti e con poca energia di taglio, il colore bianco fa pensare ad una emulsione, molto probabilmente poco stabile.
Successivamente in vari ricettari e farmacopee compaiono come Ceratum album o Ceratum (umidum) Galeni o Unguentum refrigerans o Cold cream varie formulazioni con diversi emollienti: cera d'api, olio di oliva o di mandorle, olio di paraffina, grasso di balena (cetearil palmitato) e acqua di rose. A metà del 1800, in alcune formulazioni, per stabilizzare l'emulsione è stata aggiunta la borace che in acqua reagendo con gli acidi grassi liberi dell'olio e/o della cera formerebbe un composto con proprietà emulsionanti.
Negli anni la formula è stata perfezionata e quella riportata oggi come formula "storica" del Ceratum Galeni comporta:
Cera bianca 13 g ; Olio di mandorle dolci 53,50 g ; Acqua di rose 33 g ; Sodio borato 0,50 g.
Solo dopo il 1900 con il brevetto di Isaac Lifstschütz di una emulsione W/O può essere documentata l'invenzione di una crema idratante moderna. Le prime di una qualche rilevanza commerciale sono state Secret de Bonne femme di Guerlain e Nivea di Baierdorf, dove a seguito delle invenzioni di Lifstschütz venivano utilizzati oli minerali che non irrancidiscono ed esteri della lanolina come emulsionante. Con alcune modifiche e aggiornamenti la formula originale della prima NIvea è ancora commercializzata nel XXI° secolo.

## I diversi tipi di creme idratanti
Esistono un gran numero di tipi di creme cosmetiche, ma tutte sono creme idratanti a cui vengono aggiunti diversi additivi a seconda dell'effetto desiderato e del posizionamento commerciale :
- crema idratante per il viso, crema giorno, crema notte e per il corpo,
- crema colorata, BB cream,
- crema contorno occhi,
- crema antirughe o antietà,
- crema per il corpo, crema per il seno,
- crema per le mani, crema per i piedi,
- crema solare, che contiene filtri solari,
- crema doposole,
- crema da massaggio,
- crema snellente o rassodante, crema anti-cellulite
- crema anti-imperfezioni, anti-acne

I professionisti della cosmetica hanno segmentato l'offerta dividendola per problematiche e parti del corpo che richiedono altrettante creme specifiche. È possibile aggiungere il tipo di pelle, il sesso e l'età come criteri, il che aumenta il numero di tipi di creme idratanti disponibili per la vendita.
Nelle UE le aggettivazioni anti-acne e anti-cellulite sono regolamentate. Negli USA la FDA non considera propria del cosmetico l'aggettivazione "anti ageing" (anti invecchiamento).
Le creme idratanti possono essere considerate coadiuvanti per la terapia di alcuni disturbi dermatologici.